# فورشیرد
۴شیرد (به انگلیسی: 4shared) نام یک سرویس میزبانی پرونده است. این سرویس علاوه بر دارا بودن یک موتور جستجوگر، قابلیت بارگذاری و بارگیری پرونده‌ها را به کاربران خود می‌دهد.

## عضویت
از زمان افتتاح این سرویس در سال ۲۰۰۵ تا اواخر سال ۲۰۱۱، دانلود از سایت ملزم به عضو بودن در آن نبود اما از اواخر سال ۲۰۱۱، عضو بودن در سایت برای دانلود الزامی است.

## ای‌پی‌آی
فورشیرد قابلیّت رابط برنامه‌نویسی نرم‌افزار (API) را در دسترس عموم قرار می‌دهد که اجازهٔ اجرای خدمات گوناگون فورشیرد را در سایت‌های دیگر می‌دهد.